# Digimon Adventure (série de televisão de 2020)
Digimon Adventure (デジモンアドベンチャー:, Dejimon Adobenchā:, estilizado como Digimon Adventure:) é uma série de televisão de anime japonesa. É a oitava série de anime da franquia Digimon e uma reinicialização da série de televisão original de 1999 de mesmo nome. Foi transmitida por 67 episódios na Fuji TV de abril de 2020 a setembro de 2021.

## Enredo
No ano de 2020, uma série de ataques cibernéticos em Tóquio são o resultado de eventos catastróficos em outro mundo da internet, o Mundo Digital, onde vagam criaturas chamadas Digimon. Um menino, Taichi "Tai" Kamiya, é transportado para a internet e conhece Agumon enquanto eles são atacados por um enxame de Argomon. Eles se encontram com Yamato "Matt" Ishida e seu parceiro Gabumon e juntos derrotam o Mega Argomon como Omnimon.
Enquanto se preparam para o acampamento de verão, Tai, Matt, Sora Takenouchi, Koshiro "Izzy" Izumi, Mimi Tachikawa e Joe Kido são transportados para o Mundo Digital, onde adquirem Digivices e parceiros Digimon enquanto descobrem que foram escolhidos para parar o Digimon das Trevas causando ataques tanto à Rede quanto ao Mundo Digital. Eles são atraídos para uma dimensão falsa de Tóquio, onde Eyesmon, outro oponente, os ataca. Omnimon é capaz de destruir Nidhoggmon (forma Mega de Eyesmon) antes que a contagem regressiva para aniquilar a verdadeira Tóquio no Mundo Real aconteça.
Eles são acompanhados por Takeru "T.K." Takaishi, irmão de Matt em sua missão de parar Devimon, um Digimon malvado que governa o Continente Nuvem. Mais tarde, após a derrota de Devimon, no Continente Eterno, eles se juntam à irmã de Tai, Kari, e seu parceiro Tailmon, que serve como guia para os Campos Selados, onde Millenniummon, uma arma suprema do Digimon das Trevas, deve ser revivido. Infelizmente, os servos de Millenniummon, Vademon e Sakkakumon foram capazes de restaurar o corpo de Millenniummon e foi desencadeado em uma tentativa de destruir todo o Mundo Digital, mas foi derrotado por WarGreymon com as esperanças do amigável Digimon que o DigiEscolhido fez amizade em sua aventura.
E finalmente, após a derrota de Millenniummon, todos os oito DigiEscolhidos devem descobrir o verdadeiro poder dos Brasões em seus Digivices para impedir Negamon, o benfeitor do Digimon das Trevas e o criador do Argomon e Eyesmon, de trazer a Grande Catástrofe (e também aprender que Omnimon pode parar Negamon). Tai e Agumon encontram o Argomon novamente, e desta vez encontram um Argomon humanoide enviado por Negamon para testar o vínculo de Taichi e Agumon. Depois de se reunirem, os DigiEscolhidos enfrentam um enxame de Soundbirdmon, que digivolvem para sua verdadeira forma, Ghoulmon. Após a derrota de Ghoulmon, Negamon foi libertado de sua prisão e começou a Grande Catástrofe. Os DigiEscolhidos ficam cara a cara com seu inimigo final depois de derrotar o humanoide Argomon. Uma batalha brutal entre Negamon e os DigiEscolhidos começa e, mais tarde, Negamon digivolve em Abbadomon e destrói as formas físicas de quatro dos DigiEscolhidos enquanto Tai, Kari, T.K. e Matt continuam a lutar contra Abbadomon. As esperanças da humanidade restauram as quatro crianças de volta às suas formas físicas e permitem que Agumon e Gabumon se fundam em Omnimon. Taichi, Yamato e Omnimon entram em Abbadomon, onde enfrentam o corpo central. Após uma grande batalha, Omnimon destrói Abbadomon que se reformata em um Digi-Ovo e a paz de ambos os mundos foi restaurada.
No epílogo, os DigiEscolhidos voltam para casa acompanhados por seus parceiros Digimon em segredo, enquanto Tai opta por permanecer no Mundo Digital para explorá-lo e continuar suas aventuras lá com Agumon.

## Personagens
| Personagem            | Voz japonesa      | Dublagem brasileira | Dobragem portuguesa |
| --------------------- | ----------------- | ------------------- | ------------------- |
| Taichi "Tai" Kamiya   | Yūko Sanpei       |                     |                     |
| Agumon                | Chika Sakamoto    |                     |                     |
| Yamato "Matt" Ishida  | Daisuke Namikawa  |                     |                     |
| Gabumon               | Mayumi Yamaguchi  |                     |                     |
| Koshiro "Izzy" Izumi  | Yumiko Kobayashi  |                     |                     |
| Tentomon              | Takahiro Sakurai  |                     |                     |
| Sora Takenouchi       | Ryoko Shiraishi   |                     |                     |
| Piyomon               | Atori Shigematsu  |                     |                     |
| Joe Kido              | Takeshi Kusao     |                     |                     |
| Gomamon               | Junko Takeuchi    |                     |                     |
| Mimi Tachikawa        | Marika Kouno      |                     |                     |
| Palmon                | Kinoko Yamada     |                     |                     |
| Takeru "T.K" Takaishi | Megumi Han        |                     |                     |
| Patamon               | Miwa Matsumoto    |                     |                     |
| Hikari "Kari" Kamiya  | Misaki Watada     |                     |                     |
| Gatomon/Tailmon       | Mie Sonozaki      |                     |                     |
| Algomon               | Takashi Matsuyama |                     |                     |
| Orgemon               | Hisao Egawa       |                     |                     |
| Rebellimon            | Hisao Egawa       |                     |                     |
| Devimon               | Ryōtarō Okiayu    |                     |                     |
| Nidhoggmon            | Kensuke Ōta       |                     |                     |
| DarkKnightmon         | Mie Sonozaki      |                     |                     |
| Vademon               | Yasuhiro Takato   |                     |                     |
| Millenniummon         | Kensuke Ōta       |                     |                     |
| Deathmon              | Kensuke Ōta       |                     |                     |
| Abbadomon             | Takashi Matsuyama |                     |                     |
| Neamon                | Masami Kikuchi    |                     |                     |
| Funbeemon             | Rie Kugimiya      |                     |                     |
| Leomon                | Hiroaki Hirata    |                     |                     |
| Spadamon              | Asami Sanada      |                     |                     |
| Golemon               | Kensuke Ōta       |                     |                     |
| Woodmon               | Kensuke Ōta       |                     |                     |
| Lopmon                | Chinami Nishimura |                     |                     |
| Komondomon            | Daisuke Yokoyama  |                     |                     |
| Burgamon              | Ayaka Saitō       |                     |                     |
| Potamon               | Motoko Kumai      |                     |                     |
| Jyagamon              | Motoko Kumai      |                     |                     |
| Pomumon               | Kanae Itō         |                     |                     |
| Gerbemon              | Naoki Tatsuta     |                     |                     |
| Muchomon              | Ryō Hirohashi     |                     |                     |
| Wisemon               | Show Hayami       |                     |                     |
| Junkmon               | Kappei Yamaguchi  |                     |                     |
| TonosamaGekomon       | Kōzō Shioya       |                     |                     |
| Kabukimon             | Kōichi Tōchika    |                     |                     |
| BanchoMamemon         | Hideo Ishikawa    |                     |                     |
| Apresentador          | Ryūsei Ikuta      |                     |                     |
| Brachimon             | Kensuke Ōta       |                     |                     |
| Valdurmon             | Ai Maeda          |                     |                     |
| Valdurmon             | Yūto Kazama       |                     |                     |
| Andromon              | Kensuke Ōta       |                     |                     |
| Minotaurmon           | Katsuhisa Hōki    |                     |                     |
| MarineAngemon         | Yukana            |                     |                     |
| Manbomon              | Masaya Takatsuka  |                     |                     |
| Gogmamon              | Kenji Nomura      |                     |                     |
| Mephismon             | Mitsuo Iwata      |                     |                     |
| Troopmon              | Chihaya Terasaki  |                     |                     |
| Troopmon              | Kōki Nakamura     |                     |                     |
| Troopmon              | Naoki Katakai     |                     |                     |
| Troopmon              | Shūki Imagawa     |                     |                     |
| Lunamon               | Hiromi Konno      |                     |                     |
| Opossummon            | Ryoko Shiraishi   |                     |                     |
| Etemon                | Yasunori Masutani |                     |                     |
| Volcamon              | Kensuke Ōta       |                     |                     |
| Narrador              | Masako Nozawa     |                     |                     |